# Paducah (Kentucky)
Paducah ist eine Stadt mit 27.137 Einwohnern (Stand: Volkszählung 2020) im US-Bundesstaat Kentucky und Sitz der County-Verwaltung (County Seat) des McCracken County.
Sie liegt 90 km südöstlich von Carbondale, 78 km südöstlich von Marion, 86 km von Martin, 222 km südöstlich von St. Louis, 86 km südöstlich von Cape Girardeau, 250 km nordöstlich von Memphis, 127 km nordwestlich von Clarksville, 135 km südwestlich von Evansville, 164 km nördlich von Jackson, und 191 km nordwestlich von Nashville in deren Ballungsraum.
Die Stadt liegt an der Mündung des Tennessee River in den Ohio River.
Eine der größten Gasdiffusionsanlagen zur Uran-Anreicherung befindet sich in Paducah.

## National Register of Historic Places

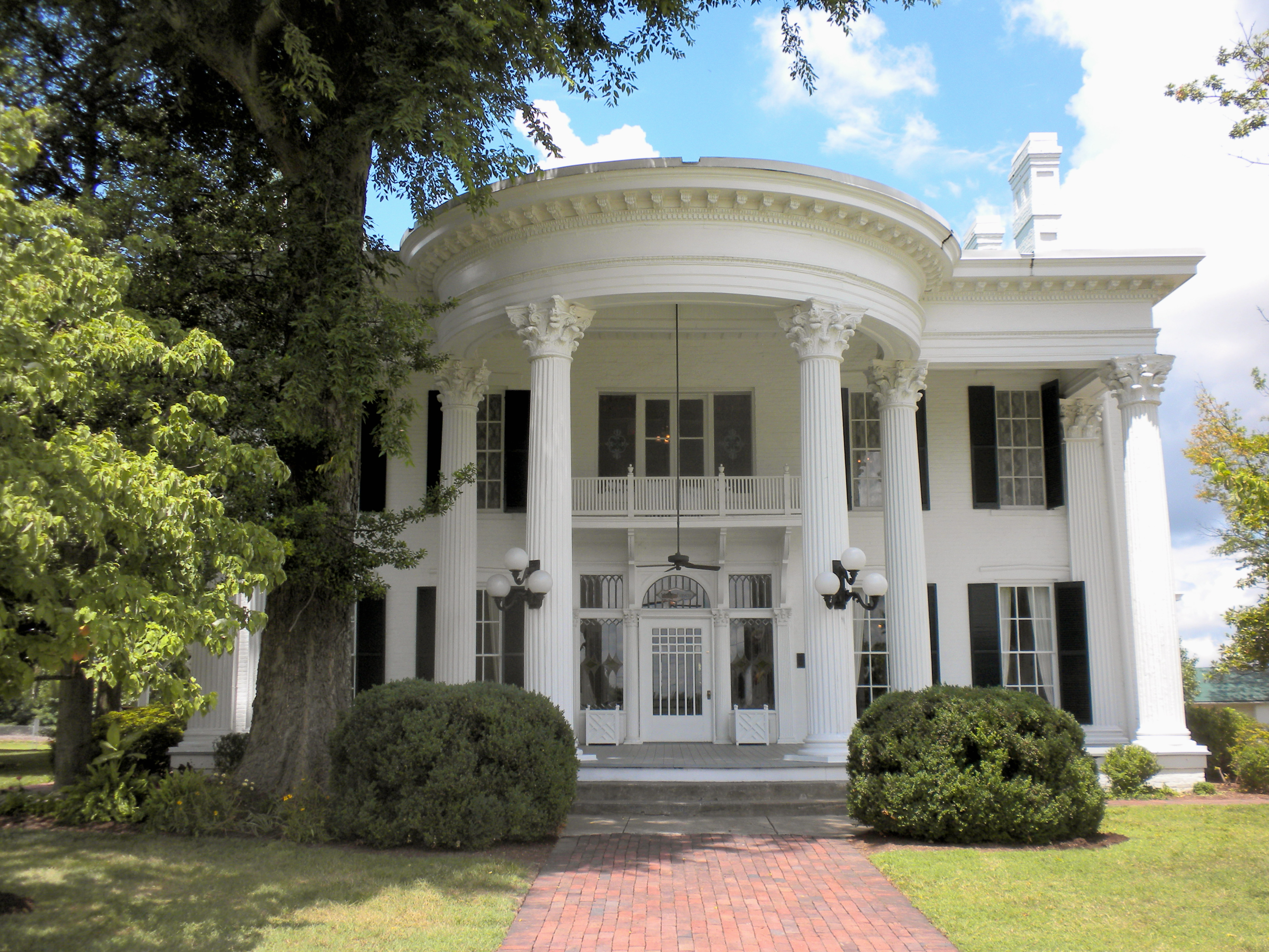
Das Anderson-Smith House ist einer von 30 Einträgen des Orts im NRHP.

Das Paducah Freight House ist in das National Register of Historic Places (NRHP) eingetragen. Das Lloyd Tilghman Memorial erinnert an den konföderierten Brigadegeneral Lloyd Tilghman, der bei der Schlacht von Champion Hill im Mai 1863 fiel. Auch dessen Wohnhaus, das Lloyd Tilghman House, ist in das Register aufgenommen. 30 Bauwerke und Stätten in Paducah sind insgesamt im National Register of Historic Places (NRHP) eingetragen (Stand 21. September 2018).

## Geschichte
Paducah ist nach einem Indianerhäuptling namens Padukah benannt, der höchstwahrscheinlich dem Stamm der Chickasaw angehörte. Die Stadt wurde 1830 gegründet.
Während des Amerikanischen Bürgerkriegs wurde Paducah am 6. September 1861 durch die Union unter Ulysses S. Grant erobert. Die Stadt an der Mündung des Tennessee River hatte eine wichtige strategische Bedeutung.
Am 25. März 1864 führte der General der Konföderierten Nathan Bedford Forrest einen Überraschungsangriff auf Paducah durch, um Kriegsbeute zu erlangen. Die Stadt blieb jedoch in Händen der Union.
1967 trat der Ohio River über die Ufer und beschädigte Paducah schwer.

## Söhne und Töchter der Stadt
- Irvin S. Cobb (1876–1944), Schriftsteller, Journalist, Kolumnist und Schauspieler
- Charles Kramer (1879–1943), Politiker
- Fate Marable (1890–1947), Bigband-Leader und Pianist
- R. Q. Dickerson (1898–1951), Jazztrompeter
- John Thomas Scopes (1900–1970), Lehrer, der als Anhänger der Evolutionstheorie im sog. Affenprozess angeklagt war und der Evolutionstheorie in den USA zum Durchbruch verhalf
- Matty Matlock (1907–1978), Dixieland-Jazz-Musiker, Arrangeur und Bandleader
- Molly McClure (1919–2008), Schauspielerin
- Pierre DuMaine (1931–2019), römisch-katholischer Geistlicher, Bischof von San Jose in California
- Leeman Bennett (* 1938), American-Football-Trainer
- Charles F. Luigs (1938–2017), Brigadegeneral der United States Air Force
- Daniel Frank Austin (1943–2015), Botaniker
- C. Owen Lovejoy (* 1943), Paläoanthropologe
- Ed Ellis (* 1954), Eisenbahnmanager
- Larry Stewart (* 1959), Country-Sänger
- Sam Champion (* 1961), Wettermoderator
- Marcy Walker (* 1961), Schauspielerin
- Steven Curtis Chapman (* 1962), Sänger
- Maria Farmer (* 1969/70), Künstlerin
- Trevor Mann (* 1988), Wrestler, auch bekannt unter seinem Ringnamen Ricochet
- Rumer Willis (* 1988), Schauspielerin und die älteste Tochter von Bruce Willis und Demi Moore
- JB DeRosa (* 1991), Basketballschiedsrichter
- Skyler Woodward (* 1993), Poolbillardspieler